# آزمون پاتریک
آزمون پاتریک (انگلیسی: Patrick's test) یا آزمون فابر (FABER) برای ارزیابی آسیب‌شناختی مفصل ران یا مفصل خاجی‌تهیگاهی انجام می‌شود.
این آزمایش پزشکی با خم کردن پای مورد معاینه و دور کردن (آبداکشن) ران و چرخش بیرونی آن انجام می‌شود. اگر درد در همان سمت و به‌طور قدامی ایجاد شود، نشان دهنده «اختلال مفصلی» (joint disorder) در همان سمت است. اگر درد در سمت مقابل و در خلف مفصل ساکروایلیاک ایجاد شود، نشان‌دهنده درد ناشی از «اختلال عملکرد» (joint dysfunction) در آن مفصل است.
آزمون پاتریک نامش را از متخصص مغز و اعصاب آمریکایی هیو تالبوت پاتریک می‌گیرد.